# Doris Soffel
Doris Soffel (nascuda el 12 de maig de 1948) a Hechingen, a Alemanya) és una mezzo-soprano alemanya.

## Carrera
Doris Soffel va començar tocant el violí, i a continuació va passar al cant, al Hochschule für Musik und Theater München. Formà part del conjunt de l'òpera de Stuttgart de 1973 a 1982.
La seva carrera internacional es va veure impulsada per la seva interpretació del paper de Sesto a l'òpera de Mozart, La clemenza di Tito, al Royal Opera House, a Londres l'any 1982. Cantà el paper de Fricka al festival de Bayreuth de 1983, i és la única mezzo coloratura alemanya amb carrera internacional, interpretant de les obres de Gioachino Rossini, de Gaetano Donizetti, i de Vincenzo Bellini. Participa en creacions per compositors contemporanis tals com ara Aribert Reimann i Krzysztof Penderecki, i és intèrpret les obres vocals de Gustav Mahler arreu del món.
A partir de 1994, canta papers més dramàtics com el de Judith al Le_Château_de_Barbe-Bleue de Béla Bartók, el d'Eboli al Don Carlo de Verdi, o el d'Amneris a Aida, igualment de Verdi.